# Christoph Helbig
Christoph Helbig (* 4. März 1984) ist ein deutscher Volleyballspieler.

## Volleyball-Karriere
Helbig lernte das Volleyball-Spiel bei der Nachwuchsmannschaft des VC Olympia Berlin. Bis 2006 spielte er beim VV Leipzig und 2006/07 beim VC Leipzig. Dann wechselte der Diagonalangreifer, der mit dem deutschen Team bei der Universiade in Bangkok den fünften Rang belegte, zum VfB Friedrichshafen. Dort gewann er 2008 die deutsche Meisterschaft und den DVV-Pokal. Trotzdem kehrte er nach einer Saison zurück nach Leipzig. 2009 musste der sächsische Verein Insolvenz anmelden. Danach spielte Helbig bis 2013 bei Chemie Volley Mitteldeutschland (bis 2010 VC Bad Dürrenberg/Spergau). Im Oktober 2014 wurde er noch beim Zweitligisten L.E. Volleys eingesetzt.